# Dragon Ball Z: Super Senshi Gekiha!! Katsu No wa Ore da
Dragon Ball Z: Super senshi gekiha! Katsu no wa ore da (ドラゴンボールZ 超戦士撃破!!勝つのはオレだ Doragon Boru Zetto Sūpā senshi gekiha! Katsu no wa ore da?, Dragon Ball Z: ¡Los Super guerreros vencen! La victoria será para mí) es la 14.ª película basada en la serie de manga y anime Dragon Ball, y la 11.ª de la etapa Dragon Ball Z, fue estrenada el 28 de julio de 1994. Esta película es una continuación directa de Kiken na futari! Super senshi wa nemurenai.

## Argumento
En un laboratorio, los humanoides emergen de los tanques después de haber sido creados por el científico Dr. Collie, cuyo empleador, Mr. Jaguar, planea utilizar estos humanoides para desenmascarar el "mayor fraude del mundo", y se ríe enloquecidamente mientras un hombre musculoso, desnudo y con cola permanece inactivo en otro tanque.
La Androide 18 acosa a Mr. Satán ya que aún no le ha pagado por haber perdido a propósito contra él en la final del Torneo Mundial de Artes Marciales mientras Krilin, Trunks, Son Goten y Marron esperan fuera. Un hombre de negocios llamado Menmen llega y habla con Mr. Satán, diciéndole que Mr. Jaguar, que era el rival de Mr. Satán en el campamento de verano, ha solicitado su presencia en su laboratorio de la isla para que luche contra sus luchadores especiales, y le amenaza con exponer que Mr. Satán mojaba la cama si se niega. Mr. Satán acepta a regañadientes y la Androide 18 les acompaña para asegurarse de que Mr. Satán cumple su promesa de pago. Trunks y Son Goten se escabullen, esperando encontrar un combate desafiante.
En la isla, se organiza un torneo para enfrentar a los bioguerreros de Jaguar contra Mr. Satán. La Androide 18, Son Goten y Trunks piden participar haciéndose pasar por sus alumnos. Son Goten y Trunks derrotan fácilmente a los bioguerreros y observan al chamán excomulgado de la aldea que encontraron durante su lucha con Broly. Trunks y Son Goten exploran el laboratorio y encuentran un tanque que parece albergar a Broly, que se supone que está muerto. Se enfrentan al chamán, que les dice que después de matar a Broly, encontró una muestra de la sangre del Super Saiyajin Legendario y se la llevó a Jaguar, que la utilizó para que le crearan un clon. Son Goten y Trunks intentan destruir el clon, pero éste se escapa del tanque y les ataca. La lucha que se produce provoca una gran fuga de un peligroso biofluido que devora instantáneamente la materia. El clon de Broly queda empapado en el biofluido y se deforma. Jaguar ordena a Bio-Broly que mate a Mr. Satán, pero la Androide 18 lo salva y posteriormente es derrotado. Son Goten y Trunks luchan contra Bio-Broly mientras el biofluido mata a todos los bioguerreros, científicos y al chamán.
Bio-Broly golpea a Son Goten, Trunks y la Androide 18. Krilin salva a la Androide 18 pero también es derrotado. Trunks atrae a Bio-Broly bajo un tanque de biofluido y lo destruye, bañando a Bio-Broly en más fluido que parece dañarlo. Intentan evacuar la isla, pero el Dr. Collie les dice que el biofluido seguirá extendiéndose hasta cubrir toda la Tierra. Sin embargo, descubren que el fluido se convierte en piedra al entrar en contacto con el agua salada del océano, por lo que Son Goten, Trunks y Krilin disparan cada uno un Kamehameha a la base de la isla, provocando una enorme ola de agua de mar que inunda la isla y convierte el fluido en piedra. Un Bio-Broly de tamaño colosal emerge repentinamente del mar, pero antes de que pueda atacar, él también se solidifica. Son Goten, Trunks y Krilin lo atacan con un Kamehameha combinado que lo destruyen definitivamente.
En el Otro Mundo, Son Goku recibe órdenes de Kaiosama para ayudar a detener a Broly, que está causando un alboroto en el Infierno.

## Personajes
Son Gokū ( 孫 悟空 Son Goku?)
 Seiyū: Masako Nozawa
Son Goten (孫 悟天 Son Goten?)
 Seiyū: Masako Nozawa
Trunks (トランクス  Torankusu?)
 Seiyū: Takeshi Kusao
Krilin (クリリン  Kuririn?)
 Seiyū: Mayumi Tanaka
#18 (人造人間18号 Jinzōningen Jū Hachi-Gō?)
 Seiyū: Miki Itō
Mr. Satán (ミスター・サタン Misutaa Satan?)
 Seiyū: Daisuke Gōri
Marron ( マーロン  Māron?)
 Seiyū: Tomiko Suzuki
Bio-Broly  (生物ブロリー  Baio Burorī?)
 Seiyū: Bin Shimada
Chamán de Natade ( 祈祷師 Kitoshi?)
 Seiyū: Chafūrin

### Personajes exclusivos de la película
Jager Butta (ジャガー・バッタ Jagā Batta?)
 Seiyū: Naoki Tatsuta
Jager Butta era el rival de juventud de Mr. Satán, luego de que fue vencido por el cuando estaban en 6° grado dejó de practicar las artes marciales. Heredó el título de Barón (男爵 Danshaku?) junto a al castilla My queen (メイクイーン Mai Kuīn?) de su padre, y dedicó su fortuna a encontrar una manera de desprestigiar a Satán, para ello contrato al Dr. Korie y Nain quienes crearon los Bio-guerreros. Su nombre proviene de Jagai Butter (じゃがバター Jagai Batā?), patata con mantequilla. Es doblado por José Manuel Seda en España y por José Luis Castañeda en México.
Menmen (メンメン Menmen?)
Menmen es un matón bajo el mando de Jager Butta. Su nombre proviene de Inexpertos en todo (懲りない面々 Korinai menmen?).
Dr. Korie (コリー博士 Korī hakase?)
Dr. Korie fue el creador de los Bio-guerreros. Su nombre proviene de Inexpertos en todo (懲りない面々 Korinai menmen?).
Nain (ナイン Nain?)
Nain es la asistente del Dr. Korie. Su nombre proviene de Inexpertos en todo (懲りない面々 Korinai menmen?).
Bio-guerreros (バイオ戦士 Bio senshi?)
Los Bio-guerreros son un grupo de guerreros humanoides creados por el Dr. Korie.

## Reparto
| Personaje   | Actor de voz (Japón) | Doblaje (Hispanoamérica) | Doblaje (España)    |
| ----------- | -------------------- | ------------------------ | ------------------- |
| Son Goten   | Masako Nozawa        | Laura Torres             | Ana Cremades        |
| Trunks      | Takeshi Kusao        | Gaby Willer              | María Sarmiento     |
| Androide 18 | Miki Ito             | Mónica Villaseñor (†)    | Ana Fernández       |
| Mr. Satán   | Daisuke Gori         | Ricardo Brust            | Jorge Tomé          |
| Krilin      | Mayumi Tanaka        | Luis Daniel Ramírez      | Ángeles Neira       |
| Bio-Broly   | Bin Shimada          | Enrique Cervantes        | Javier Del Río      |
| Jager Butta | Naoki Tatsuta        | José Luis Castañeda      | José Manuel Seda    |
| Menmen      | Keiji Fujiwara       | Enrique Mederos (†)      | Juan Manuel Gallego |
| Maloja      | Chafūrin             | César Soto               | Juan Ochoa          |
| Dr. Korie   | Masaharu Sato        | Gabriel Pingarrón        | Antonio Inchausti   |
| Nain        | Tomiko Suzuki        | Elena Ramírez            | Lola Álvarez        |
| Marron      | Tomiko Suzuki        | Gabriela ''Gaby'' Ugarte |                     |
| Son Goku    | Masako Nozawa        | Mario Castañeda          | José Antonio Gavira |
| Inserto     |                      | José Lavat (†)           |                     |

## Música
Tema de apertura (opening)
- "WE GOTTA POWER" por Hironobu Kageyama

Tema de cierre (ending)
- "Dragon Power ∞" (ドラゴンパワー∞ Doragon Pawa ∞?) por Hironobu Kageyama

## Recepción
Dragon Ball Z: Super Senshi Gekiha! Katsu no wa ore da ha recibido críticas mixtas a positivas de parte de la audiencia y los fanes. En el sitio IMDb los usuarios le han dado una puntuación de 6.2/10, con base en más de 3000 votos. En Anime News Network tiene una puntuación aproximada de 6/10 (decente) basada en 819 votos, mientras que en MyAnimeList tiene una calificación de 6.3/10, con base en 30 261 votos.